# Legolas
Legolas (en sindarin, «hoja verde») es uno de los personajes principales de la novela El Señor de los Anillos, escrita por J. R. R. Tolkien. Es un elfo sinda, hijo de Thranduil, el rey de los elfos silvanos del Bosque Negro. Sus principales acciones se desarrollan durante y después de la Guerra del Anillo.
Formó parte de la llamada Comunidad del Anillo, cuyo objetivo era la destrucción del Anillo Único de Sauron. Durante estos acontecimientos, Legolas desarrolló gran amistad con Aragorn, el que llegaría a ser coronado como rey Elessar, y con Gimli el enano. De esta forma, Legolas personificó la reconciliación de elfos y enanos, dos pueblos enemistados desde las Guerras de Beleriand por las matanzas cometidas por la posesión de uno de los Silmarils.
En estos acontecimientos, Legolas sobresalió como guerrero, por su gran fuerza y resistencia. También mostró dotes diplomáticas y un alto sentido de la honestidad y lealtad.
Tras la Guerra del Anillo, se trasladó junto con mucha de su gente a los bosques de Ithilien, donde fundó un principado elfo; pero, atraído por el mar, cuando Aragorn murió en 121 de la Cuarta Edad, armó un barco y (junto con Gimli el enano) puso rumbo a las Tierras Imperecederas, en el continente de Aman.
Legolas era un elfo alto, hermoso y de ojos azules brillantes y agudos, siempre vestido de castaño y verde, un excelente arquero y de una vista prodigiosa y penetrante que le permitía ver a grandes distancias, cosa que para el común de los mortales era imposible, superando incluso la de muchos elfos. Caminaba con pasos ágiles y sus pies prácticamente no tocaban el suelo. Parecía no dormir, simplemente descansaba con los ojos semicerrados con sus pensamientos perdidos en cosas bellas. Para la lucha siempre iba acompañado de un arco y un cuchillo blanco.

## Historia

### En la Comunidad del Anillo
En el 3018 TE, fue enviado por su padre al Concilio de Elrond en Rivendel a llevar la información de la huida de Gollum de su prisión en el Bosque Negro por un descuido de su guardia, y por la acción de una hueste de orcos que atacó a los elfos, buscando la distracción; que fue aprovechada por Gollum para escapar. Esto suponía un peligro ya que el fugitivo podía dar cuenta de la existencia del Anillo a Sauron; puesto que ese ardid había sido planeado por alguien más inteligente. Cuando el Concilio decidió que lo mejor era arrojar el anillo a los fuegos del Orodruin, Legolas se convirtió en miembro de la Comunidad del Anillo en representación del pueblo de los Elfos.

### Acerca del primer tramo del viaje
Muy pronto se manifestarían las habilidades naturales de este elfo, cuyo nombre no viene precedido de historia de grandes hazañas anteriores. En el ascenso por el Paso del Cuerno Rojo, al momento de desatarse la gran tormenta de nieve que bloqueó el paso. Legolas fue el único que pudo traspasar ese bloqueo pues su caminar era tan ligero que iba sobre la nieve, y no parecía afectarle el frío. Las noticias que trajo fueron alentadoras puesto que más adelante casi no había nieve acumulada. Pero cuando la Compañía siguió el rumbo marcado por el elfo, un derrumbe hizo imposible el paso. Allí les quedó en claro a todos que no fue por casualidad, sino por obra del odio del cruel Caradhras; obligándolos a retroceder y buscar el camino más temido por Gandalf, las Minas de Moria.
Posteriormente, en Acebeda, se vio su calidad de arquero cuando agotó las flechas disparando certeros dardos contra los lobos, El arco de Legolas cantaba, y la última flecha mató a un Jefe Lobo; a la mañana siguiente recuperó todas las flechas pues los cadáveres de los lobos habían desaparecido.

### En Moria
A pesar de haber nacido y vivido en las amplias cavernas del Bosque Negro, en donde se asentaba su reino, Legolas amaba la naturaleza, el aire libre y sobre todo los bosques. Es decir, como todo buen Elfo, tenía una relación simbiótica con el ambiente, puesto que este era el destino preparado por Eru para todos los de su raza. Por ello no nos tendría que extrañar su disconformidad con la idea de Gandalf de cruzar al este de las Montañas Nubladas por Khazad-dûm. Además siempre estaba presente la desconfianza entre los Enanos y los Elfos, y a esa altura del viaje la relación con Gimli no se había afianzado, e incluso estuvieron a punto de discutir sobre la responsabilidad de la ruptura de relaciones, luego de los sucesos de Eregion. Como sea, no quedaba otro camino que el de la Mina y todos se vieron obligados a emprenderlo; y Legolas no se amilanó, más aún tuvo una destacada participación en los episodios dentro de Moria. Sólo la aparición del Balrog le infundió terror, pues el Balrog es el mayor enemigo de los elfos, "tan sólo superado por aquel que habita en Mordor", según sus propias palabras.

### Caras Galadhon
La tristeza y la pena lo embargó, como a todos, con la muerte de Gandalf; solo la visión del Bosque de Lothlórien, cercano, le alegró un poco el corazón. Haldir les dio refugio en uno de los flets. Haldir ya tenía noticias del viaje de Frodo y por eso los ayudó. A la mañana siguiente condujo a la Compañía hacia Caras Galadhon al encuentro con Galadriel y Celeborn. El conflicto entre los Enanos y los Elfos apareció nuevamente cuando entraron al territorio de Lothlórien, Haldir le solicitó a Gimli que se vendara los ojos, a lo que el enano se negó rotundamente. Fue tal la magnitud de la discusión que para zanjar diferencias todos los miembros de la compañía tuvieron que vendarse los ojos incluido Legolas. Claro que al elfo no le gustó para nada esa decisión, pero Aragorn lo llamó al orden.
Al llegar a Caras Galadhon, los primeros en encontrarse con Galadriel y Celeborn fueron Frodo y Legolas, luego llegaron los otros y el rey y la reina los saludaron uno por uno. Durante el tiempo que estuvieron en Lothlórien, Legolas no estuvo junto al resto de la Compañía, pasó mucho tiempo hablando con los Galadhrim y visitando distintos lugares del élfico bosque; e incluso llevó, en varias oportunidades, al enano en sus recorridas; esto les sorprendió a muchos, pero marcó el inicio de esa amistad duradera y profunda entre ellos. La despedida del Bosque Dorado entristeció a todos a pesar de los consejos de Celeborn y los regalos de la Dama: a Legolas le regaló un arco más largo que el que acostumbraban a usar los Elfos Silvanos. La Compañía partió con el corazón desolado, ninguno volvería a ver Lórien.

### Por el Anduin
En el viaje por el Anduin, río abajo, Legolas divisó en el cielo un águila que sobrevolaba el horizonte dirigiéndose al norte, sin saber que se trataba de Gwaihir que llevaba a Gandalf a Lothlórien luego de su enfrentamiento con el Balrog. En las cercanías de los rápidos de Sarn Gebir, fueron recibidos por flechas lanzadas por orcos, desde la orilla oriental del río. Desesperadamente remaron para alcanzar la otra orilla y alejarse de las flechas. Cuando llegaron a la orilla opuesta, Legolas salto a tierra con su arco tensado, buscando un blanco y sus ojos divisaron una criatura alada que oscureció el cielo por un momento y se lanzó contra ellos; el elfo disparó un certero flechazo que derribo a la criatura, se trataba de una de las cabalgaduras de los Nazgûl cuyo jinete guiaba la acción de los Orcos.

### La muerte de Boromir
El viaje siguió por la mañana y luego de sortear los rápidos trasladando por tierra las embarcaciones, llegaron a Parth Galen en donde se produjo la disolución de la Compañía. Legolas no presenció la muerte de Boromir, había ido con Gimli en busca de Frodo y en el camino lucharon contra muchos Orcos, tanto que al Elfo se le agotaron las flechas. Al oír el cuerno de Boromir se dirigieron hasta el Sitial de la Vista, encontrándose con Aragorn abrazando el cadáver del hombre de Gondor. Decidieron que enterrarlo les iba a llevar mucho tiempo, y Merry y Pippin corrían peligro de muerte; por lo que lo llevaron hasta las orillas del río y lo pusieron en una de las barcas con sus atavíos y lo dejaron ir corriente abajo.

### Los tres cazadores
Tras la muerte de Boromir, Legolas siguió con Gimli y con Aragorn en una desesperada persecución de la hueste de orcos que habían capturado a Merry y a Pippin. Antes de partir el elfo había descubierto que las flechas que había recogido de los orcos en Amon Hen, no pertenecían solamente a orcos de Mordor sino también a Uruk-hai de Saruman, por lo que dedujeron que llevaban a los hobbits a Isengard. Las habilidades del elfo en esta carrera contra el tiempo fueron de gran importancia, su vista le permitía ver los movimientos de los orcos a grandes distancias y calcular el tiempo que les llevaban; no se cansaba nunca de la carrera y cuando por razones de agotamiento de los otros, descansaban, Legolas no dormía se quedaba atento y vigilante y era el primero en iniciar la marcha incitando a los otros. Descubrió los cadáveres de los orcos muertos en la refriega por las cosas que había dejado Pippin. Volvió a ver el águila en el cielo y a la tropa de orcos corriendo hacia el suroeste. Se dio cuenta de que una fuerza maligna levantaba "una barrera invisible" delante de ellos, como si no quisiera que les dieran alcance a los orcos. Cuatro días duró la persecución; y en esa mañana, los penetrantes ojos de Legolas, (a cinco leguas de distancia) descubrieron a los Jinetes de Rohan que se acercaban hacia ellos.
El encuentro con Éomer no fue del todo feliz, en un principio, puesto que Legolas, demostrando la naciente amistad con Gimli, casi abate al Capitán de los Rohirrim, cuando este pronunció palabras sobre el enano que lo molestaron.

### Fangorn y el reencuentro con Gandalf
Después de recibir las noticias de este sobre la muerte de los Orcos, siguieron hacia el Bosque de Fangorn montados en caballos prestados por Éomer, Legolas iba con Gimli en la grupa de Arod; caballos que perdieron en los lindes del Bosque y aunque al elfo le llamó la atención de que los caballos no parecían haber sido espantados, pensaron que la aparición de una extraña figura en los bosques había sido la responsable de la huida de los animales; a pesar de ello, los tres cazadores siguieron buscando rastros de los hobbits y por ello penetraron en el Bosque. La impresión que causó en Legolas el bosque de Fangorn fue tal que se creyó transportado a un pasado tan lejano que lo hacía sentirse joven; más aún tranquilizó a Gimli, cuando el enano sintió miedo del bosque; le dijo que no había mal en él, solo cólera y vigilancia.
El reencuentro con Gandalf fue una de las cosas que más felicidad causó en todos. La flecha que el elfo tenía preparada para él voló por los aires envuelta en llamas y cuando le cayó la capucha, Legolas lo reconoció gritando su nombre élfico. Luego de recibir noticias sobre los hobbit por parte del mago, Legolas se enteró por boca de este de la existencia de Bárbol. Gandalf fue también portador de mensajes de la Dama Galadriel para todos, y a Legolas le mandó el siguiente mensaje: Legolas mucho tiempo bajo el árbol en alegría has vivido. ¡Ten cuidado del Mar! Si escuchas en la orilla la voz de la gaviota, nunca más descansará tu corazón en el bosque..."

### La Batalla del Abismo de Helm
Se dirigieron a Edoras y de allí, con una importante hueste de Rohirrim al Abismo de Helm para luchar en la Batalla de Cuernavilla. En la batalla Legolas luchó valientemente al lado de Aragorn y Gimli y con el enano hicieron una especie de competencia de cuantos Orcos había matado cada uno, ganándole el enano por un orco, 42 a 41. Lo que más lo perturbó de la batalla fue cuando vio que el paisaje había cambiado, allí donde estaba el Valle del Bajo, cubierto de hierbas; se alzaba un bosque que en el día anterior no estaba. y vio como el ejército de Orcos y Dunledinos era aniquilado por los árboles cuando estos pretendían refugiarse bajo su sombra; empujados por el triple avance de Gandalf, con los hombres de Erkenbrand; de Éomer y Gimli, con las huestes salidas de Aglarond; y de Théoden y Aragorn con los hombres de Cuernavilla. Era un fenómeno que ni el mismo elfo tenía explicación para ello, y todos pensaron que se trataba de un sortilegio del Mago, pero este les explicó, que se trataba de la hueste de Ucornos enviada por Bárbol. 
En la mañana siguiente una pequeña hueste encabezada por Théoden y Gandalf, además de Éomer Gimli y Legolas, se dirigieron a Isengard, y al pasar por el bosque el elfo se sintió maravillado con el ejército de árboles, sentía su cólera contra los orcos, sentía sus vidas y sus pensamientos fluyendo en el ambiente, y trató de reconfortar a Gimli que tenía miedo, y supo que procedían del Bosque de Fangorn; y frente a ellos el elfo y el enano hicieron juramento de acompañarse a conocer el Bosque del Ent y Aglarond. Mayor fue su sorpresa y alegría cuando vio a los Ents que conducían a esos Ucornos, quiso volverse pero Gandalf se lo impidió. Y contempló admirado a aquellas criaturas y vio como se comunicaban unos a otros, ahuecando las manos y lanzando sonidos guturales y se sintió de nuevo niño.
Conoció a Bárbol, el ent más viejo, una de las maravillas de los tiempos antiguos, cuando llegaron a Isengard. Pero previamente, el reencuentro con Merry y Pippin le llenó el corazón de alegría y estos le contaron muchas de las maravillas del Bosque y la forma en como los Ents destruyeron el poder de Saruman, cercándolo y encerrándolo en Orthanc. Frente al decano de los Ents, Legolas le solicitó humildemente que lo dejara visitar con un amigo el bosque de Fangorn. A Bárbol no le gustó la idea de que fuera el enano, pero Legolas lo convenció diciéndole que Gimli era su mejor amigo y que su hacha no estaba hecha para cortar árboles.

### La Compañía Gris
De vuelta en Rohan y después del error de Pippin de escrutar el Palantir de Orthanc, recibieron a Halbarad y los Montaraces del Norte que les traían mensajes de Elrond y Galadriel. Por lo que Aragorn decidió separarse junto a Gimli y a Legolas, más los montaraces; para intentar el Sendero de los Muertos, puesto que el dúnadan escrutó el Palantir y se reveló ante Sauron y vio que un peligro inesperado acechaba Gondor. En el camino Aragorn reveló sus planes a Legolas y a Gimli y estos aceptaron acompañarlo. Los tres atravesaron los Senderos de los Muertos, el que menos temor tuvo en esa travesía, fue Legolas porque no le temía a los muertos; pero no pudo evitar, más de una vez, que lo sobrecogieran algunas visiones, y más de una vez debió utilizar todo su arte élfico para contener a los aterrorizados caballos que se negaban a recibir órdenes. Cuando traspusieron la horrible senda y llegaron al valle del Morthond, el elfo, mirando hacia atrás vio y anunció que el Ejército de los Muertos los seguía.
La idea de Aragorn era llegar a Pelargir, sorprender al enemigo que acechaba la ciudad, y tomar los barcos Corsarios con la ayuda de los muertos, convocados ante la Piedra de Erech, para llegar en auxilio de Minas Tirith navegando por el río Anduin. Tiempo después el elfo habría de contar a sus amigos de la Comunidad esa travesía. Lo cierto es que cumplieron el objetivo, derrotaron y tomaron los barcos de los Haradrim; en la batalla conducida por Aragorn, Los Muertos cumplieron con su promesa y el futuro rey los liberó de su carga. Legolas quedó admirado de Aragorn: y se dirigieron al norte por el «Río Grande» cuando ya había comenzado el sitio de Gondor y llegaron justo a tiempo para participar en la Batalla de los Campos del Pelennor y contribuir a dar vuelta el resultado adverso, que hasta ese entonces había tomado la batalla.

### El final de la Guerra del Anillo
Tras la batalla de los Campos del Pelennor y en un momento de descanso, mientras los capitanes decidían el rumbo de las acciones; Legolas y Gimli se dedicaron a recorrer la ciudad; observando la belleza fría de Minas Tirith, cada uno decidió hacer su aporte luego de la guerra del anillo para embellecer la ciudad. Legolas prometió árboles nuevos y pájaros del Bosque Negro. En su recorrida se encontraron con el Príncipe Imrahil que iba a reunirse con los demás capitanes y reconoció en el príncipe la sangre élfica del pueblo de Dol Amroth. Se encontraron con Merry y Pippin en Las Casas de Curación y de nuevo se pusieron al día con los acontecimientos sucedidos tras la última separación.
Luego de unos días de preparativos los capitanes decidieron, en un concilio en la carpa de Aragorn, marchar con un ejército hasta la Puerta Negra de Mordor y presentarle batalla allí al señor oscuro; nuevamente Legolas y Gimli cabalgarían al lado de Aragorn. En el camino el elfo quedó tan maravillado por la belleza de Ithilien, que decidió que, luego de finalizada la guerra y con Aragorn reinando; se vendría a vivir, con un grupo de sus hermanos a esa tierra. Participó, luchando valientemente, de la Batalla de la Puerta Negra como segundo al mando de una hueste conducida por Imrahil.

### La despedida
Después de la Guerra del Anillo y de la coronación de Aragorn, Legolas y Gimli marcharon con la compañía gris que viajó a los funerales de Théoden, para luego seguir hacia Fangorn. En un alto en Cuernavilla visitaron juntos las Cavernas Centellantes, lo prometido a Gimli. De allí, el elfo, volvió demudado de asombro por la belleza inconmensurable de estas.
Cuando Elessar Telcontar (Aragorn) murió a los 210 años, emprendieron su viaje hacia Aman (Gimli y Legolas), donde termina su historia y no se sabe más de ellos.

## En la película
En la trilogía cinematográfica de El Señor de los Anillos, dirigida por Peter Jackson, el papel de Legolas es interpretado por Orlando Bloom, quien además repite papel en las segunda y tercera películas de la trilogía de El hobbit.